# Amuq
Amuq, también Amuk, Amik o Amaq (en árabe: ٱلْأَعْمَاق‎, romanizado: al-ʾAʿmāq), es un valle que se encuentra en la provincia de Hatay, cerca de la ciudad de Antioquía (antigua Antioquía del Orontes) en la parte sur de Turquía. Junto con Dabiq en el noroeste de Siria, se cree que es uno de los dos posibles sitios de la batalla del Armagedón según la escatología islámica.

## Importancia arqueológica
Destaca por una serie de sitios arqueológicos en la denominada llanura de Antioquía. Los sitios principales de la serie son Tell al-Judaidah, Çatalhöyük (Amuq) (que no debe confundirse con Çatalhöyük en Anatolia), Tell Tayinat, Tell Kurdu, Alalakh y Tell Dhahab. Tell Judaidah fue examinado por Robert Braidwood y excavado por C. MacEwan del Instituto Oriental de la Universidad de Chicago en la década de 1930.
También hay evidencia arqueológica de tigres del Caspio en este valle (Ellerman y Morrison-Scott, 1951; Vallino y Guazzo Albergoni, 1978).

## Escatología islámica
En un hadiz, Abu Hurairah, un compañero del islámico Nabi (Profeta) Mahoma, informó que éste dijo:

La Última Hora no llegaría hasta que los romanos aterrizaran en al-A'maq o en Dabiq. Un ejército formado por lo mejor de la gente de la Tierra en ese momento vendrá de Medina (para contrarrestarlos).
Sahih Muslim, Volumen 41, Cap. 9, Hadiz 6924

Los eruditos islámicos y comentaristas de hadices sugieren que la palabra "romanos" se refiere a los cristianos. El hadiz relata además la subsiguiente victoria musulmana, seguida de la toma pacífica de Constantinopla con invocaciones de takbir y tasbih, y finalmente la derrota del Anticristo tras el regreso y descenso de Jesucristo. Otros hadices relatan la aparición del Imán Mahdi inmediatamente antes de la segunda venida de Jesús.